# Piblange
Piblange – miejscowość i gmina we Francji, w regionie Grand Est, w departamencie Mozela.
Według danych na rok 1990 gminę zamieszkiwało 687 osób, a gęstość zaludnienia wynosiła 72 osoby/km² (wśród 2335 gmin Lotaryngii Piblange plasuje się na 490. miejscu pod względem liczby ludności, natomiast pod względem powierzchni na miejscu 629.).